# 東経107度線
東経107度線（とうけい107どせん）は、本初子午線面から東へ107度の角度を成す経線である。北極点から北極海、アジア、インド洋、南極海、南極大陸を通過して南極点までを結ぶ。東経107度線は西経73度線と共に大円を形成する。

## 通過する国・地点
東経107度線は、北極点から南極点まで南に向かって以下の場所を通っている。
| 地理座標                                               | 国土・領土・領海     | 備考 |
| ------------------------------------------------------ | -------------------- | --- |
| 北緯90度0分 東経107度0分 / 北緯90.000度 東経107.000度  | 北極海               | |
| 北緯79度51分 東経107度0分 / 北緯79.850度 東経107.000度 | ラプテフ海           | |
| 北緯78度11分 東経107度0分 / 北緯78.183度 東経107.000度 | ロシア               | マリー・タイミル島（英語版）（セヴェルナヤ・ゼムリャ諸島）                                                                        |
| 北緯78度5分 東経107度0分 / 北緯78.083度 東経107.000度  | ラプテフ海           | コムソモールスカヤプラウダ諸島（英語版）（ ロシア）の島々の間を通過。                                                             |
| 北緯77度0分 東経107度0分 / 北緯77.000度 東経107.000度  | ロシア               | タイミル半島 |
| 北緯76度44分 東経107度0分 / 北緯76.733度 東経107.000度 | ファディ湾（英語版） | |
| 北緯76度30分 東経107度0分 / 北緯76.500度 東経107.000度 | ロシア               | タイミル半島 |
| 北緯73度28分 東経107度0分 / 北緯73.467度 東経107.000度 | ハタンガ湾           | |
| 北緯73度9分 東経107度0分 / 北緯73.150度 東経107.000度  | ロシア               | バイカル湖及びオリホン島を通過。                                                                                                  |
| 北緯50度12分 東経107度0分 / 北緯50.200度 東経107.000度 | モンゴル             | ウランバートルの東を通過。 |
| 北緯42度19分 東経107度0分 / 北緯42.317度 東経107.000度 | 中華人民共和国       | 内モンゴル自治区 寧夏回族自治区 甘粛省 陝西省 四川省 重慶市 貴州省 広西チワン族自治区 - 約12km 貴州省 - 約10km 広西チワン族自治区 |
| 北緯21度57分 東経107度0分 / 北緯21.950度 東経107.000度 | ベトナム             | 本土及びカットバ島（英語版） |
| 北緯20度44分 東経107度0分 / 北緯20.733度 東経107.000度 | 南シナ海             | トンキン湾 |
| 北緯17度9分 東経107度0分 / 北緯17.150度 東経107.000度  | ベトナム             | |
| 北緯16度18分 東経107度0分 / 北緯16.300度 東経107.000度 | ラオス               | |
| 北緯14度21分 東経107度0分 / 北緯14.350度 東経107.000度 | カンボジア           | |
| 北緯12度5分 東経107度0分 / 北緯12.083度 東経107.000度  | ベトナム             | |
| 北緯10度31分 東経107度0分 / 北緯10.517度 東経107.000度 | 南シナ海             | バダス諸島（英語版）（ インドネシア）を通過。 レパール島（英語版）とリアト島（英語版）（共に インドネシア）を通過。               |
| 南緯2度53分 東経107度0分 / 南緯2.883度 東経107.000度   | ジャワ海             | |
| 南緯6度0分 東経107度0分 / 南緯6.000度 東経107.000度    | インドネシア         | ジャワ島 - ジャカルタのちょうど東を通過。                                                                                         |
| 南緯7度27分 東経107度0分 / 南緯7.450度 東経107.000度   | インド洋             | |
| 南緯60度0分 東経107度0分 / 南緯60.000度 東経107.000度  | 南極海               | |
| 南緯66度28分 東経107度0分 / 南緯66.467度 東経107.000度 | 南極大陸             | オーストラリア南極領土 - オーストラリアが領有権主張                                                                               |